# Anomala kokodae
Anomala kokodae är en skalbaggsart som beskrevs av Ohaus 1936. Anomala kokodae ingår i släktet Anomala och familjen Rutelidae. Inga underarter finns listade i Catalogue of Life.